# Xã Brownsville, Quận Fayette, Pennsylvania
Xã Brownsville (tiếng Anh: Brownsville Township) là một xã thuộc quận Fayette, tiểu bang Pennsylvania, Hoa Kỳ. Năm 2010, dân số của xã này là 683 người.